# Мануель Рівера-Ортіс
Мануель Рівера-Ортіз (народився 23 грудня 1968 в Посо Хондо, Гуаяма, Пуерто-Рико) – американський документальний фотограф  пуерториканського походження, автор кількох фотографічних колекцій, отримавший ряд нагород за свої роботи. Рівера-Ортіз найкраще відомий за його соціально-документальної фотографії умов життя людей в менш розвинутих країнах. Рівера-Ортіз проживає в Рочестері, штат Нью-Йорк, в Нью-Йорку і в Цюриху.

## Біографія
Рівера-Ортіз народився в бідній родині в окрузі Посо Хондо, поза Гуаяма на Карибському узбережжі Пуерто-Рико, старший з десяти дітей (у тому числі четверо напіврідких братів та сестер та дві зведені сестри). Він виріс у зморщеній жерстяній халупі із земляною підлогою без водопроводу. Його батько займався нарізанням в ручну цукрової тростини на полях фабрик Центральної Мачете та Центральної Агірре на заході днів цукрової промисловості Пуерто-Рико, і, слідуючи Зафрі або збору врожаю цукру, трудився як фермер-мігрант в Новій Англії і у Середньо-Атлантичних державах.
Коли Рівері-Ортізу було 11 років, його батьки розлучилися, і його батько переїхав з дітьми до континентальної частині США в Холіок, штат Массачусетс. Розлучення з матір’ю, яку він не бачив з тих пір, відзначилося на Рівері-Ортізу на все життя. Він відвідував заняття в Маунт Холіокському та Спрингфілдському коледжах в рамках літньої програми Массачусетська Освіта для Мігрантів, де йому запропонували його перші курси з фотографії та кіно розвитку. Пізніше сім'я переїхала в Рочестер, штат Нью-Йорк. Хоча іспанська є його першою мовою, Рівера-Ортіз закінчив середню школу Іст Хай (Рочестер, штат Нью-Йорк) з ознакою і американські курси з англійської та інші мовні курси. У школі Іст Хай Рівера-Ортіз проживав в одній кімнаті з Кімом Баттеном протягом чотирьох років, де вони стали друзями. Потім він працював журналістом. У 1995 році Рівера-Ортіс закінчив з відзнакою коледж Назарет, отримавши ступінь бакалавра з англійської, а в 1998 році він отримав ступінь магістра у Вищий Школі Журналістики Колумбійського університету. Після закінчення школи він працював журналістом в газетах (напр. Democrat та Chronicle) та журналах (напр. Elle), але невдовзі захопився фотожурналістикою та документальною фотографією. У 2001 році він почав подорожувати як позаштатний фотограф, акцентуючись на соціальних питаннях та виставляв свої роботи на фотографічних виставках.

## Фотографічна кар'єра
Багато подорожуючи, у своїх фото роботах Мануель Рівера-Ортіз фокусується на гуманітарних питаннях, що часто ігноруються засобами масової інформації. Його роботи виставлені в музеях і корпоративних колекціях, таких як Міжнародний Музей Фотографії і Кіно Жорж Істмен Хауз, Музей Мистецтв Нельсона-Аткінса і Музей мистецтв Берна. У 2004 році , він отримав нагороду Фокоса Нові Роботи з Фотографії, і в 2007 році отримав винагороду Художник Року від Ради Мистецтв та Культури Великого Рочестера. У 2002 році він фотографував Кубу, порівнюючи умови, він знайшов схожість з Пуерто-Рико часів своєї молодості. Він показував фотографії, що висвітлюють гідність Касти Далітів («Недоторканні») Індії та Аймара, що мешкають у посушливому плоскогір’ї  Болівії. Він також фотографував людей з Кенії, Туреччини та Таїланду. Університет Пуерто-Рико, разом з Музеєм Мистецтв Пуерто-Рико (Музей де Арте-де-Пуерто-Рико), показав роботи Рівера-Ортіза на курсах з сучасної фотографії. Його роботи були відзначені в квітні 2008 року у журналі Rangefinder. У 2010 році Рівера-Ортіз відвідав Дхараві і Байганваді, і зняв повсякденне життя в цих мумбайських нетрях. У 2011 році він зробив документальну зйомку Поминання 11 вересня в Шенксвілі, Пенсильванія для французької фотографічної організації 24h.com. У 2012 році Вища Школа Журналістики Колумбійського Університету відзначила роботи Рівера-Ортіза, що висвітлюють бідність в країнах, що розвиваються у своїй колекції з 50 Великих Історій, що зробили випускники протягом минулого сторіччя.
Мануель Рівера-Ортіз може бути класифікований як соціальний реаліст, зосереджений на соціальних проблемах і тяготах повсякденного життя.Фотографіям Рівера-Ортіза були надані місця в галереях та музеях, поряд з художньою фотографією.

## Цитата
"Іронією у моїй роботі є те, що все це фотографування постійно нагадує мені про особисте минуле. Але життя триває, не зважаючи на мою зростаючу боротьбу. Саме тому, сьогодні я роблю ці фотографії, щоб надати голос тим, кому я колись подобався та хто й сьогодні живе у бідності ". Мануель Рівера-Ортіз.

## Вибрані персональні виставки
2004 Галерея Веітмен, Вашингтонський університет в Сент-Луїсі, Міссурі
2004 Галерея Лінк, Ратуша, Рочестер, Нью-Йорк 
2006 Сьома та Друга фото галерея у Нью-Йорку, Нью-Йорк 
2006/2007 Галерея Лінк, Ратуша, Рочестер, Нью-Йорк 
2007Музей Франциско Оллера та Дієго Рівера, Буффало, Нью-Йорк 
2007 Вища школа журналістики Джозефа Пулітцера Колумбійського університету у Нью-Йорку, Нью-Йорк
2007 Художня галерея Уїльяма Уіппела, Південно-Західний Університет Штату Міннесота, Маршалл, MN 
2007 Меморіальна картинна галерея, Рочестер, Нью-Йорк 
2008 Кафе Поетів Ньюйорикен у Нью-Йорку, Нью-Йорк
2008 Свісс Ре, Цюрих, Швейцарія

## Вибрані групові виставки
2003 Кредит Сьюз, Нью-Йорк, Нью-Йорк 
2004 Меморіальна картинна галерея, Рочестер, Нью-Йорк 
2005 Художня галерея Лонгвуд, Нью-Йорк, Нью-Йорк 
2005 Художній музей Челсі, Нью-Йорк, Нью-Йорк 
2005 Художні галереї університету Ліхай, Вифлеєм, Пенсильванія 
2006 Жорж Істмен Хауз, Рочестер, Нью-Йорк 
2007 Центральна галерея, Маямі Дейд коледж, Вольфсон Кампус, Маямі, Флорида 
2007 Мистецтво Гголовного, Арт Експо, Пак Білдінг, Нью-Йорк, Нью-Йорк
2013 Сучасний Стамбул, Стамбул, Туреччина
2013 Реконтрез де Арлез, Арль, Франція 
2013 Галерея Ікона, Брюссель, Бельгія

## Колекції
Вища школа журналістики Колумбійського університету, Нью-Йорк. 
Жорж Істмен Хауз, Рочестер, Нью-Йорк.  
Художні галереї університету Ліхай, Вифлеєм, Пенсильванія.
Художня галерея і музей Вільяма Уіппла, Маршалл, Міннесота.
Музей мистецтв Нельсона-Аткінса, Канзас-Сіті, Міссурі.
Бібліотека Конгресу, Вашингтон, округ Колумбія.

## Галерея

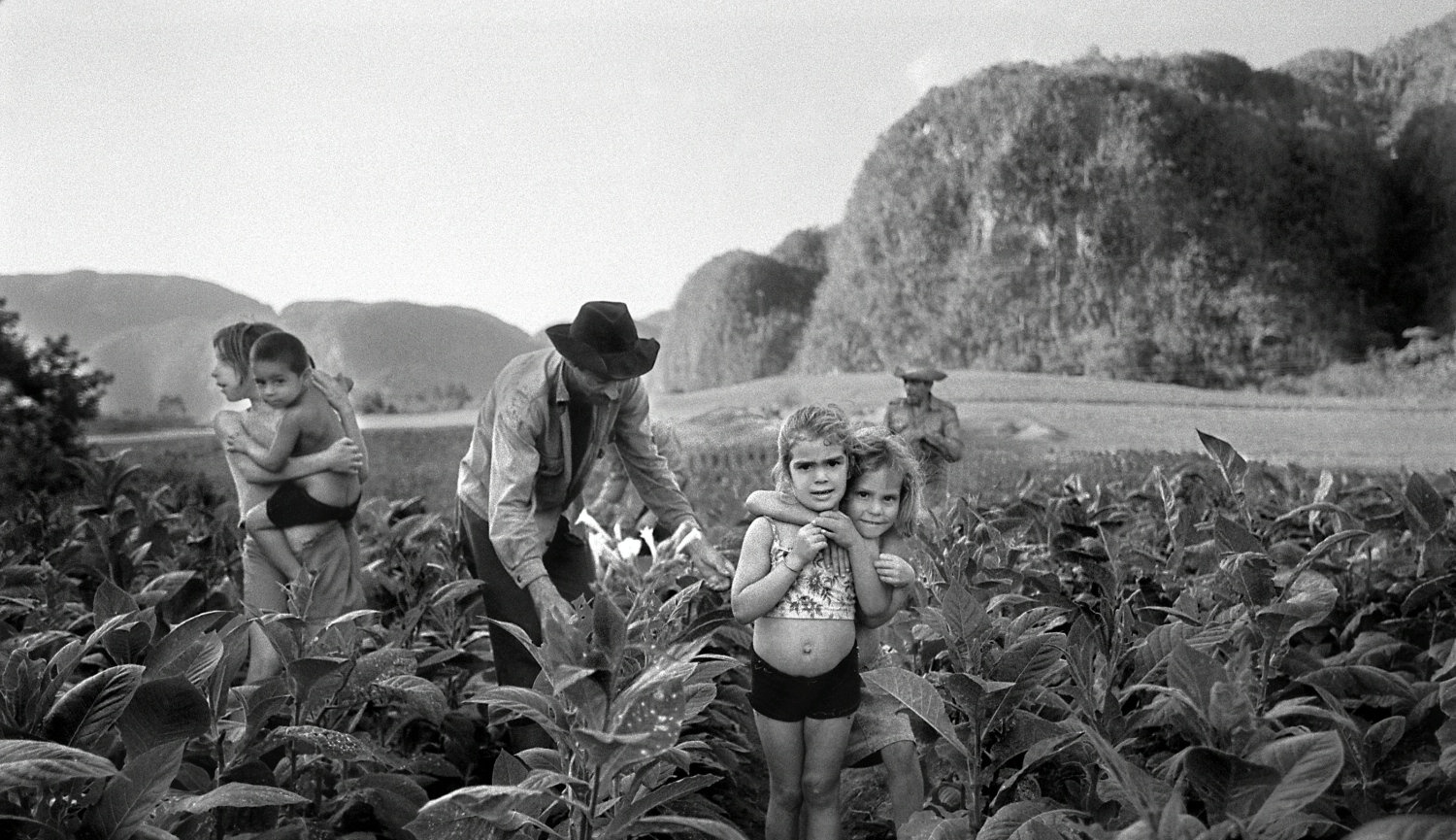
Урожай тютюну, Долина Віньялес, Куба (2002)
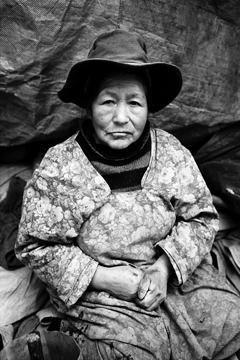
Widow Of The Mines, Потосі, Болівія (2004)
- City Dump, Yamuna River Slum, Делі, Індія (2005)